# Tatsuya Murata
Tatsuya Murata (村田 達哉?, Murata Tatsuya; Tokyo, 8 agosto 1972) è un ex calciatore giapponese, di ruolo difensore.